# Людвік Вільга

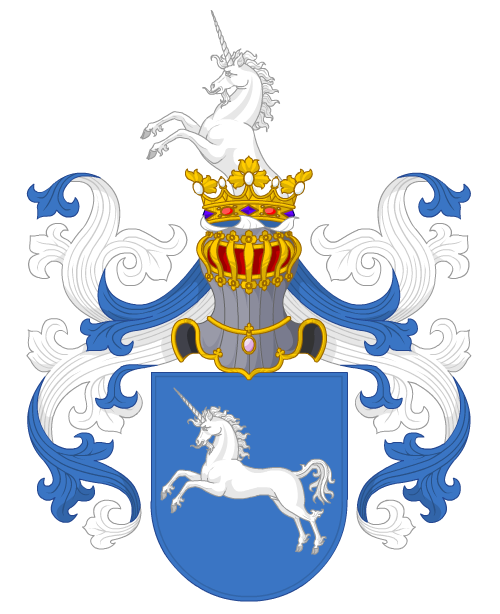
Герб Бонча.

Лю́двік Вільга́ (пол. Ludwik Wilga; 1750 (?) — 1797) — державний, політичний і військовий діяч Речі Посполитої. Представник шляхетського роду Вільг гербу Бонча. Останній чернігівський воєвода (1783–1795). Ветельський державець (1750), грабовецький староста (1757–1796), ротмістр Народної кавалерії. Син Францішека-Фабіана Вільги і його дружини Теофілі Ярузельської гербу Сліповрон. Успадкував від батька частину села Лішно на Холмщині, а від матері — землі Голоби на Волині. Був також власником львівського передмістя Пруси (Ямпіль) та сіл Черці й Стенжаричі. Керував Грабовецьким староством, що складалося з 1 міста та 2 сіл. 1750 року був комісаром Скарбового трибуналу коронного. 1764 року — виборець Станіслава-Августа Понятовського. Представник Белзького воєводства на Сеймі Речі Посполитої в 1762 і 1766 роках. 1767 року став фундатором греко-католицького монастиря василіян у Пухинках на Волині. 1778 року нагороджений орденом Святого Станіслава, а 1783 року — орденом Білого Орла. Підтвердив своє шляхетство 1782 року на львівському міському суді. 1783 року добудував дві каплиці при мурованій римо-католицькій церкві Архангела Михаїла в Голобах, а 1793 року, після пожежі, відбудував усю церкву. 
Одружений із Маріанною з Потоцьких, донькою львівського старости Йоахіма Потоцького (1700—1764) та Еви з Канівських — дочкою луцького чесника. Їх син - Йоахим Вільга